# Hana (альбом)
Hana (花, с яп. — «цветок») — седьмой студийный альбом британской певицы и автора-исполнителя Софи Эллис Бекстор, выпущенный 2 июня 2023 года на лейбле Cooking Vinyl. Альбом стал третьим и последним, спродюсированным Эдом Харкортом, наряду с Wanderlust (2014) и Familia (2016). В музыкальном плане Эллис-Бекстор стремилась создать для альбома фантастический мир, вдохновленный поездкой в Японию незадолго до пандемии COVID-19 в 2020 году.
Hana — это альбом, исследующий такие темы, как оптимизм, приключения и смертность. Он был поддержан синглами «Breaking the Circle», «Everything Is Sweet» и «Lost in the Sunshine». Рецензенты высоко оценили индивидуальность альбома и сочли его достойным дополнением к дискографии Эллис Бекстор, но неоднозначно оценили результаты её дальнейшего сотрудничества с Харкортом.

## Об альбоме
Hana — первый студийный альбом Эллис-Бекстор после Familia (2016). Процесс написания альбома начался в начале 2020 года, во время которого Эллис-Бекстор посетила Японию со своим сыном и матерью. Изначально она не планировала участвовать в поездке, но её попросили заменить отчима, Джона, который стал слишком болен для поездки. Эллис-Бекстор описала свой визит как «действительно особенную поездку, с грустью по краям, из-за того, что происходило с отчимом». Когда вскоре после её возвращения был введен локдаун из-за пандемии COVID-19, она объяснила, что Япония стала для нас «богатым, вдохновляющим пейзажем, который мы представляли себе, и который приобрел ещё большее значение, когда мы вдруг не смогли никуда поехать». Название альбома Hana (яп. 花) в переводе с японского означает «цветок» или «расцвет».
После смерти отчима в июле того же года, её горе и желание отметить его жизнь также повлияли на создание Hana. Во время интервью с Evening Standard Эль Хант, Эллис-Бекстор объяснила свое решение не делать типичный танцевальный альбом, несмотря на успех её концертов Kitchen Disco во время локдауна, сказав, что это «не совсем то, к чему лежит её сердце». Альбом стал третьим и последним, полностью спродюсированным британским музыкантом Эдом Харкортом, наряду с Wanderlust (2014) и Familia (2016).

## Продвижение и синглы
Песня «Breaking the Circle» была выпущена в качестве лид-сингла альбома 8 февраля 2023 года. Эллис-Бекстор исполнила песню во время европейской части своего Kitchen Disco Tour в 2023 году. Музыкальное видео на песню «Breaking the Circle» режиссёра Реми Лаудата было выпущено 1 марта, которое, по словам Эллис-Бекстор, «движется между реальностью и фантазией». Второй сингл альбома, «Everything Is Sweet», был выпущен 23 марта 2023 года. «Lost in the Sunshine» был выпущен в качестве третьего сингла 18 апреля 2023 года. Клип на него был снят в Риме и вышел 25 мая.

## Отзывы
| Оценки критиков      | Оценки критиков |
| Источник             | Оценка          |
| -------------------- | --------------- |
| Albumism             | [ 11 ]          |
| Clash                | 7/10            |
| i                    | [ 13 ]          |
| The Irish News       | 3/5             |
| The Line of Best Fit | 7/10            |
| Maxazine             | 8/10            |
| Retropop Magazine    | [ 3 ]           |
| The Telegraph        | [ 17 ]          |

Журнал Retropop Magazine посчитал, что альбом «уникален по сравнению с остальным каталогом Софи, и хотя в нём есть определённые поп-моменты, она не гонится за хитами и позволяет музыке вести за собой, создавая звук, который одновременно очаровывает и завораживает». На той же ноте Сэм Франзини из The Line of Best Fit посчитал, что Hana — это «обновление предыдущих работ, идей и тем Эллис-Бекстор — семилетний перерыв оказался более чем достаточным временем для того, чтобы вернуться к музыке обновленной и вдохновленной». Франзини назвал его «причудливым и наблюдательным дополнением к дискографии Эллис-Бекстор, смешивающим темные и светлые темы, чтобы создать одну из её самых интригующих работ на сегодняшний день».
Робин Мюррей из Clash назвал Hana «заключительной главой в этой трилогии, и она демонстрирует как сильные, так и слабые стороны упражнения — веселый, зрелый поп, он совершенно приятен, но временами вы жаждете увидеть её более жесткую сторону». Рецензируя альбом для газеты i, Кейт Соломон отметила, что сотрудничество Эллис-Бекстор с Харкортом «явно плодотворная пара в плане пробы вещей, от которых другие продюсеры могли бы отмахнуться — но альбом немного затягивает: кажется, что он скорее блуждает, чем движется с целью, с трудом удерживая ваше внимание по ходу дела».
Поппи Платт из The Daily Telegraph отметила «Breaking the Circle» как «выделяющуюся» песню с «неотразимым диско-битом», но считает, что «некоторые треки (He’s a Dreamer, Hearing in Colour) обещают грувовые хиты, которые так и не материализуются полностью», и несмотря на то, что альбом «веселый и непринужденный», «нельзя не почувствовать себя неудовлетворённым в конце». The Irish News считает, что альбом содержит «мечтательный вокал и высокую энергию с первых нот», но что он «мог бы выиграть, если бы Эллис-Бекстор придерживалась своего фирменного поп-стиля и добавила больше высокотемповых мелодий». Джереми Уильямс-Чалмерс из The Yorkshire Times назвал альбом «довольно замечательным откровением» и отметил, что дальнейшая работа Эллис-Бекстор с Харкортом «снова оказывается плодотворной».

## Список композиций
| №                   | Название                    | Длительность |
| ------------------- | --------------------------- | ------------ |
| 1.                  | «A Thousand Orchids»        | 4:36         |
| 2.                  | «Breaking the Circle»       | 4:13         |
| 3.                  | «Until the Wheels Fall Off» | 4:07         |
| 4.                  | «Everything Is Sweet»       | 4:50         |
| 5.                  | «Lost in the Sunshine»      | 4:04         |
| 6.                  | «Tokyo»                     | 3:23         |
| 7.                  | «Beyond the Universe»       | 4:13         |
| 8.                  | «He's a Dreamer»            | 5:06         |
| 9.                  | «Reflections»               | 3:22         |
| 10.                 | «Hearing in Colour»         | 4:01         |
| 11.                 | «Broken Toy»                | 3:32         |
| 12.                 | «We've Been Watching You»   | 4:37         |
| Общая длительность: | Общая длительность:         | 50:04        |

| №   | Название                                                                       | Длительность |
| --- | ------------------------------------------------------------------------------ | ------------ |
| 13. | «Blossom of the Night»                                                         | 3:46         |
| 14. | «Lost in the Sunshine» (Acidtone radio edit)                                   | 3:23         |
| 15. | «Lost in the Sunshine» (Acidtone remix)                                        | 4:32         |
| 16. | «Breaking the Circle» (Sudlow remix)                                           | 3:00         |
| 17. | «Breaking the Circle» (Sudlow Club mix)                                        | 6:21         |
| 18. | «Lost in the Sunshine» (Sudlow radio mix)                                      | 3:07         |
| 19. | «Lost in the Sunshine» (Sudlow club mix)                                       | 5:40         |
| 20. | «Breaking the Circle» (при участии BBC Concert Orchestra) (Radio 2 Piano Room) | 4:15         |
| 21. | «Hypnotized» (с Wuh Oh)                                                        | 3:02         |

## Чарты
| Чарт (2023)                                  | Высшая позиция |
| -------------------------------------------- | -------------- |
| Бельгия/Фландрия (Ultratop)                  | 174            |
| Бельгия/Валлония (Ultratop)                  | 88             |
| Шотландия (Scottish Albums Chart)            | 5              |
| Великобритания (UK Albums Chart)             | 8              |
| Великобритания (UK Independent Albums Chart) | 2              |